# Aspacures II

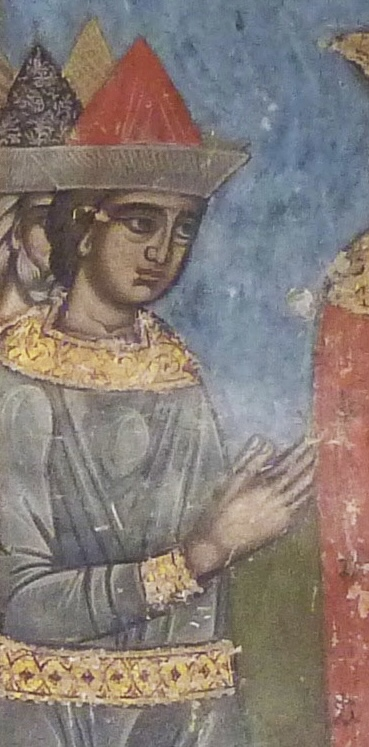
Aspacures II

Aspacures II (o Varaz-Bakur I, en georgiano: ვარაზ-ბაკურ I), de la Dinastía cosroida, fue el rey de Iberia (Kartli, este de Georgia) desde c. 363 hasta 365. Era el segundo hijo de Mirian III de Iberia y Nana de Iberia.
Su nombre, recogido por el historiador contemporáneo Ammianus Marcellinus (XXVII 12. 16), es evidentemente una latinización interpretación de Varaz-Bakur o Varaz-Bakar de las crónicas georgianas posteriores, de principios de la Edad Media. Según Ammianus, Aspacures fue nombrado rey de Iberia por el Sasánida Rey Shapur II tras el derrocamiento de su sobrino Sauromaces. El hecho de que el cronista georgiano Leonti Mroveli lo describiera como "un hombre impío y un odiador de la fe" es significativo en este sentido: el término implicaba en aquella época simpatías religiosas por el zoroastrismo y connotaba también su orientación política proiraní. Leonti, en efecto, nos habla a continuación de su conversión en vasallo sasánida.